# Enrique Caravia Montenegro
Enrique Julio Alejandro de las Mercedes Caravia Montenegro (La Habana, Cuba, 13 de marzo de 1905 - 24 de diciembre de 1992, ibíd.) a los años 20 estudió en la Escuela de Artes y Oficios, Sociedad Amigos del País/Academia Villate/Academia de San Alejandro, La Habana, Cuba, posteriormente lo hizo en la Escuela de Bellas Artes, Roma, Italia.
En 1911, Enrique realiza sus primeros estudios en la escuela Fundación Villate (perteneciente a la Sociedad Económica de Amigos del País) bajo la dirección de Aurelio Melero. Y para 1918 comienza sus estudios en la Escuela Nacional de Bellas Artes “San Alejandro” con Armando Menocal y Leopoldo Romañach.
En 1928 gana una beca en ejercicios de oposición para ampliar estudios de pintura en Europa durante cinco años.

## Exposiciones individuales
Entre sus exposiciones personales se encuentran en 1933 una realizada en el Lyceum, La Habana. En 1987 "Grabados de Enrique Caravia Montenegro". Museo Histórico de Plaza, La Habana y en 1990 Sala Transitoria, Escuela de Artes Plásticas San Alejandro, La Habana, Cuba. En 1926, viaja a Nueva York. En el “Libro de Cuba”, edición de 1925, capítulo "La pintura", escrito por el Dr. Jorge Manach, éste cita:

“...Confinado en nuestro parco medio, pese a las repetidas y gallardas muestras de su temperamento, cobra veloz relieve un adolescente brillantísimo: Enrique Caravia..."

En 1929 frecuenta en Madrid las clases de colorido a cargo de Don Manuel Benedito y las de grabado calcográfico con Don Francisco Estévez Botey.
También asiste a las clases del círculo de Bellas Artes (dibujo y colorido). En 1930 estudia en Italia pintura mural, témpera y fresco con el profesor Ferrucio Ferrazzi de la Escuela de la Estampería en esa misma ciudad. Y en 1931 es designado por el presidente del Ayuntamiento de La Habana para la realización de una obra que integrará el decorado de la Sala Capitular del Ayuntamiento.
En 1932 estudia el movimiento de Arte Nuevo “Los Impresionistas”, dibuja en la Grand Chaumiere y hace grabados y estudios de frescos y mosaicos (París). En 1934 se encuentra en Madrid como pensionado del estado cubano ampliando estudios de pintura.
El 30 de marzo de 1936, es nombrado, por decreto presidencial, Profesor Titular de la Cátedra de Dibujo y Estatuaria de la Escuela Elemental de Artes Plásticas, anexa a la Escuela Nacional de Bellas Artes “San Alejandro”. Triunfa en el examen de oposición entre 16 aspirantes.
En 1937 gana el primer premio en el concurso para el cartel del Carnaval de La Habana con Karreño en el segundo lugar. Forma parte del jurado de exámenes de los aspirantes a becas de pintura. Y el 24 de abril inaugura su exposición personal en el Liceo de Matanzas.
En 1942, va a México para ampliar sus conocimientos en el arte del grabar en madera asistiendo a los talleres impartidos por el eminente xilógrafo checo radicado en Nueva York, Koloman Sokol a quien unía una gran amistad.
En 1948 representa a Cuba en la Primera Conferencia Bienal del Consejo Internacional de Museos en París. 
En la década de los 60 y 70, pinta varios óleos de gran formato para los museos de la ciudad, entre ellos están:
- “La constitución de la primera Academia de Ciencias de Cuba”.
- “Felipe Poey y los pescadores”.
- “El encuentro de Baraguá”.

En 1983 el Museo Nacional de Bellas Artes realiza la exposición “Maestros de San Alejandro”, donde se exponen obras de los maestros de esta academia de los siglos XIX y XX: “India de Oaxaca” (litografía) y “Convento de San Francisco” (aguafuerte), fueron las obras que representaron a Caravia.
Durante su prolífera vida artística ganó múltiples premios paralelo a una intensa vida social y cultural. Publicó diversos artículos, dictó conferencias demostrando su erudición en el mundo del arte. Detiene su creación artística a finales de los años 70, cuando lo invade una penosa enfermedad. Y en 1990 muere a la edad de 85 años. Sus restos descansan en la Necrópolis de Colón en la Ciudad de La Habana.

### Cronología
- 1922 “Pelando Naranja” en el VII Salón de Bellas Artes.
- 1923 VIIIº Salón de Bellas Artes la obra al óleo “Retocando imágenes”.
- 1924 IXº Salón de Bellas Artes.
- 1925 Xº Salón de Bellas Artes.
- 1926 XIº Salón de Bellas Artes.
- 1927 XIIº Salón de Bellas Artes.
- 1928 Lyceum Lawn Tennis Club.
- 1930 Exposición de Arte Hispano-Americano en Madrid la obra “Fantasía Tropical” (Aguafuerte).[1]
- 1936 XIº Salón de Marina. Y en el XVIII Salón de Bellas Artes.
- 1937 XIX Salón de Bellas Artes, y es designado interinamente con el cargo profesor de grabado en la Escuela Nacional de Bellas Artes “San Alejandro”, por el director Manuel Vega.
- 1938 XXº Salón de Bellas Artes. Y en el Salón Otoño organiza y lleva a efecto con buen éxito el Salón Nacional de Artistas Grabadores Cubanos. Y el 15 de enero expone en el Salón de Grabado de La Habana, Cuba.
- 1939 IIº Salón de Acuarelas. Y en el XXIº Salón de Bellas Artes.
- 1940 Exposición de Pintura organizada por el Círculo de Bellas Artes de La Habana, en Vereda Nueva. Expone en el Salón de San Antonio de los Baños el 22 de abril. Expone sus obras en el Club Deportivo Candado el 17 de agosto.
- 1943 del 27 de abril al 6 de mayo expone su labor de seis meses en México en el Lyceum de La Habana.
- 1944 Gana Primer Premio con el aguafuerte “La Catedral” y Mención de Honor con la acuarela “Paisaje de París” en Salón de Otoño de la Sociedad Nacional de Bellas Artes. La Habana.
- 1946 Ingresa en el Colegio de Periodistas de La República de Cuba. Y es electo presidente de la Asociación de Reporteros de La Habana. Integra el jurado del Premio Juan Gualberto Gómez (Información Gráfica, Fotográfica, Dibujo y Caricatura e Información Cinematográfica)
- 1949 XXXIº Salón de Bellas Artes, y en la Exposición de Grabados en el Parque Central de La Habana. Es designado por el ministro de Relaciones Exteriores de la República de Haití para pintar el retrato al óleo del patriota Jean Jacques Dessalines e integrar la colección de la galería de patriotas del Palacio Presidencial de ese país.
- 1950 nombrado Miembro Honorario del Patronato del Museo y Biblioteca del Museo y Biblioteca Municipal del Municipio de Cárdenas (Ciudad Bandera). Se le otorga la medalla conmemorativa del Primer Centenario de la Bandera de Cuba. Se le otorga la Orden Carlos Manuel de Céspedes (Orden que entrega el Estado Cubano, en la época republicana, a aquellos ciudadanos distinguidos por sus servicios a la humanidad y al propio país). Delegado al Congreso Internacional de Museos celebrado en Londres.
- 1951 Forma parte del jurado del Premio “Solís Mendieta” de la Asociación de Anunciantes de Cuba. Es designado para representar a la Escuela de Bellas Artes “San Alejandro” en el acto de inauguración de la Exposición de Pintura Cubana en la Universidad de Tampa, Florida. Su obra “India Mexicana” (litografía) es adquirida en esta exposición para integrar la colección del Museo Interamericano de Arte Contemporáneo en Tampa, Florida. Esta obra obtuvo Medalla de Oro en dicha exposición. Participa en la Exposición de Xilografías Cubanas en la Galería de Matanzas del 24 de febrero al 9 de marzo. Participa en la Exposición de la Asociación de Grabadores de Cuba en el Centro de Arte Mexicano Contemporáneo del 1 al 30 de septiembre.
- Bienio 1951 - 1952: preside el Colegio Municipal de Profesores de Dibujo y Pintura y Dibujo y Modelado.
- 1952 designado delegado al Congreso Internacional de Museos celebrado en París. Diseña a página completa la primera plana del Diario de La Marina el 1 de enero de 1952 conmemorando el cincuentenario de la República.
- 1953 Diseña el cartel para la campaña nacional por el natalicio de José Martí “Con todos y para el bien de todos”. Sale electo director de la Escuela Nacional de Bellas Artes “San Alejandro”, pero el presidente de la República veta el voto.
- 1954 introduce en Cuba la técnica de realización mural con esmaltes, siendo autor del mural de gran dimensión (80 m²) que decora el vestíbulo del Museo Nacional.
- 1955 invitado, junto a otros artistas, por la Gran Logia Masónica de Cuba para recibir honores como genuino representante de la cultura y las letras cubanas.
- 1957 realiza la decoración mural en el interior del Monumento a José Martí, con un total de 5 murales cubriendo un área de 861 m²
- 1958 gana concurso convocado por el municipio de La Habana para la creación de un mural decorativo que sería realizado en el Palacio municipal, con el tema “El Descubrimiento de América” (mural no realizado).
- 1967 termina restauración de los frescos del pintor italiano José Perovani, en la Catedral de La Habana.

## Exposiciones Colectivas
Entre las muestras colectivas podemos mencionar en 1921 "Primer Salón de Humoristas". Academia de Ciencias de Cuba, La Habana.En 1951 participó en la 1.ª Bienal Hispanoamericana de Arte de Madrid y en la Exposición Bienal Hispano Americana de Arte. Instituto Cultural Cubano Español, La Habana. En 1954 se presentó en la Segunda Bienal Hispanoamericana de Arte. Museo Nacional de Bellas Artes, La Habana y en 1996 "Estampas cubanas de tres siglos". Museo Nacional de Colombia, Bogotá. Salón Avianca, Barranquilla, Colombia.

## Premios
Entre los premios obtenidos durante su carrera se encuentran en 1929 Primer Premio. Exposición Iberoamericana de Sevilla, España, en 1936 Medalla de Plata. XVIII Salón de Bellas Artes, Círculo de Bellas Artes, La Habana, en 1939 Medalla de Bronce. XXI Salón de Bellas Artes, Círculo de Bellas Artes, La Habana, en 1943 Medalla de Plata. XXV Salón de Bellas Artes, Círculo de Bellas Artes, La Habana, en 1944 Medalla de Oro. XXVI Salón de Bellas Artes, Círculo de Bellas Artes, La Habana, y en 1955 Medalla de Oro. XXXVII Salón de Bellas Artes, Círculo de Bellas Artes, La Habana, Cuba.

## Colecciones
Su trabajo forma parte de las colecciones del Archivo Nacional, La Habana, del International Business Machines Corporation, EE. UU. del Museo de Ciencias Carlos Juan Finlay, La Habana, del Museo de la Ciudad, Palacio de los Capitanes Generales, La Habana, y del Museo Nacional de Bellas Artes, La Habana, Cuba.